# Tony D’Aquino
Tony D’Aquino (* 17. Dezember 1973 in Australien) ist ein australischer Regisseur und Drehbuchautor.

## Leben
Tony D’Aquino wuchs in Australien auf. Er arbeitete als Brauer bei Carlton und United Breweries. Dort kündigte er und machte einen Abschluss an einer Filmschule. Im Anschluss begann er als Kameramann für Musikvideos zu arbeiten und führte bald auch Regie. Im Laufe der Jahre hat er vielen Musikvideos, Werbespots und Kurzfilmen gedreht. Mit The Furies gab er 2019 sein Spielfilmdebüt.

## Filmografie (Auswahl)
- 2004: Like It Is (Kurzfilm, Regie)
- 2006: Two Twistet (Folge 8, Regie und Drehbuch)
- 2019: The Furies (Regie und Drehbuch)